# Scandalo della telefonata
Il cosiddetto scandalo della telefonata riguardò un illecito sportivo commesso durante il campionato di calcio di serie A 1973-74 e che vide coinvolte, con vari ruoli, le società di Foggia e Verona (come direttamente implicate) e Sampdoria (come società danneggiata), nonché il calciatore italo-brasiliano Sergio Clerici e l'arbitro Gino Menicucci, della sezione di Firenze.
A seguito di tale vicenda il Verona fu retrocesso in serie B 1974-75, con ripescaggio in serie A della Sampdoria, mentre al Foggia fu inflitta una penalizzazione in classifica di sei punti.

## Il fatto

Sergio Clerici

Dopo l'incontro della 26ª giornata di serie A 1973-74 vinto dall'Hellas Verona per 1-0 contro il Napoli, un quotidiano partenopeo riportò la notizia di una telefonata intercorsa tra il presidente veronese Saverio Garonzi e il calciatore Sergio Clerici (all'epoca attaccante del Napoli ma noto a Garonzi per avere militato nell'Hellas tra il 1969 e il 1971) nella quale il primo avrebbe promesso al secondo, ormai prossimo alla fine della carriera, un aiuto per aprire una concessionaria della FIAT una volta rientrato in Brasile.
A seguito di tale rivelazione il Foggia chiese l'apertura di un fascicolo all'Ufficio Inchieste della FIGC in qualità di società interessata dal presunto illecito commesso dal dirigente veronese: a fine campionato la classifica sul campo vedeva infatti l'Hellas Verona salvo al quart'ultimo posto con 25 punti, mentre le tre squadre retrocesse nella serie B della stagione successiva erano, nell'ordine, il citato Foggia con 24 punti, la Sampdoria con 20 punti e il Genoa con 17, e gli illeciti commessi da un dirigente potevano configurarsi come responsabilità diretta della società, con conseguente retrocessione della stessa e ripescaggio delle squadre retrocesse sul campo.
La Procura Federale iniziò l'indagine subito dopo il termine del campionato, a fine maggio 1974; Garonzi negò inizialmente di avere contattato Clerici ma sia lo stesso Clerici che l'allenatore dell'epoca del Napoli, il brasiliano Vinício, confermarono la telefonata; nel frattempo era emersa la notizia di un possibile illecito anche da parte dello stesso Foggia il cui co-segretario Giuseppe Affatato, per conto del presidente della società Antonio Fesce, avrebbe tentato di corrompere la terna arbitrale guidata dal fiorentino Gino Menicucci prima dell'ultimo incontro di campionato dei pugliesi, contro il Milan, offrendo loro un orologio ciascuno.
Menicucci rifiutò e informò immediatamente l'Ufficio Inchieste.

Saverio Garonzi

Il 1º giugno 1974 furono rinviati a giudizio davanti alla Commissione Disciplinare della Lega Nazionale Professionisti i citati Fesce e Affatato per rispondere, il primo come mandante e il secondo come esecutore materiale, di avere tentato di alterare il risultato di Foggia — Milan tramite corruzione dell'ufficiale di gara e dei suoi collaboratori, tentativo non andato a buon fine per rifiuto dell'ufficiale stesso; Saverio Garonzi per avere tentato di alterare il risultato di Hellas Verona — Napoli tramite corruzione di un giocatore della squadra avversaria; le società di Foggia ed Hellas Verona per responsabilità diretta nei summenzionati illeciti.
Il processo si tenne il 20 giugno successivo e dopo poche ore di dibattito la richiesta del procuratore federale Corrado De Biase fu di retrocessione diretta per l'Hellas Verona e sei punti di penalizzazione per il Foggia da scontarsi nel campionato successivo, ma la Corte decise di penalizzare entrambe le squadre di tre punti, da scontare nei campionati di propria assegnazione (Hellas Verona in serie A, Foggia in B), e di squalificare Affatato e Garonzi per tre anni e Fesce per tre mesi; a seguito di tale sentenza sia il procuratore federale che la Sampdoria ricorsero presso la Corte d'Appello Federale.
Un mese più tardi, il 18 luglio, la CAF ribaltò completamente la decisione di primo grado, procedendo all'assegnazione diretta dell'Hellas Verona all'ultimo posto in classifica con conseguente retrocessione in serie B, e alla penalizzazione di sei punti del Foggia da scontarsi nel campionato appena finito: quest'ultima penalizzazione fu decisiva perché permise alla Sampdoria di salvarsi avendo superato in classifica il Foggia, che quindi non beneficiò della retrocessione dell'Hellas Verona; immutate altresì le squalifiche inflitte ai dirigenti tesserati.
Il Verona tentò di fare ricorso alla stessa CAF adducendo presunti fatti nuovi che avrebbero potuto far riconsiderare la gravità della pena al collegio giudicante, ma tali fatti non furono considerati sufficienti a riaprire il dibattimento e il 19 settembre successivo il ricorso fu definitivamente respinto e il procedimento chiuso senza possibilità di ulteriore appello.